# Fenwick (sieć sklepów)

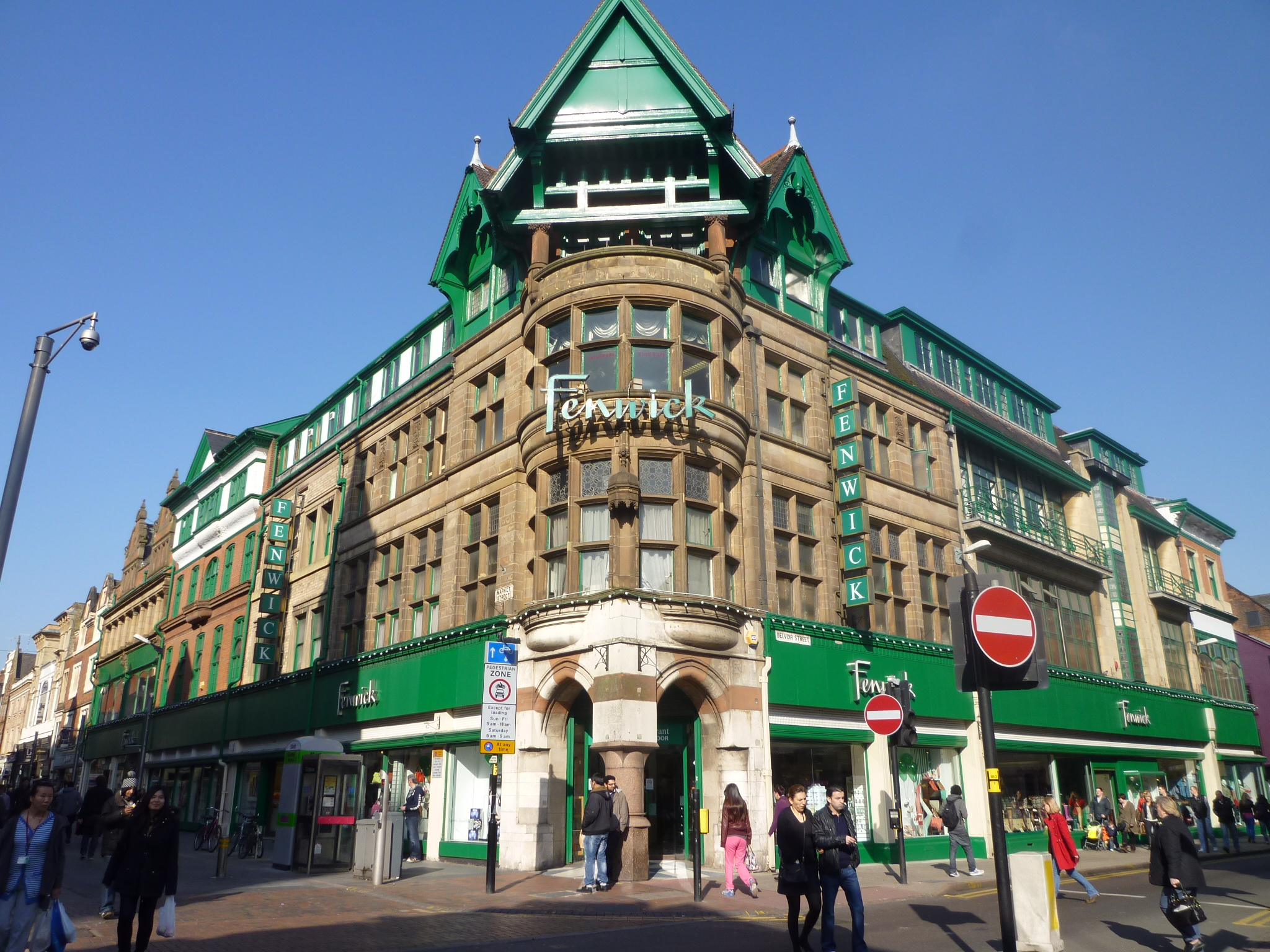
Sklep Fenwick w mieście Leicester

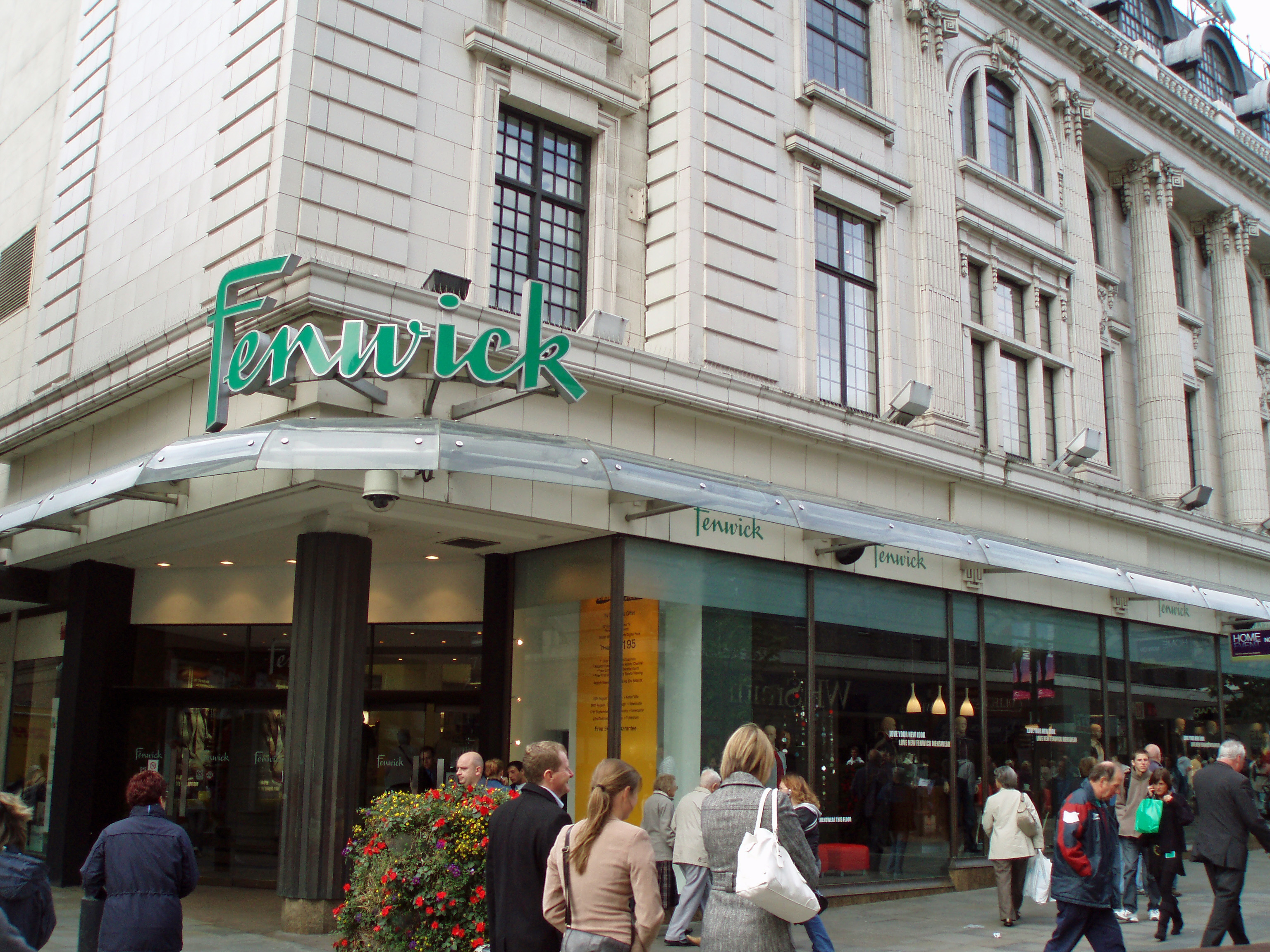
Fenwick w Newcastle upon Tyne

Fenwick - sieć sklepów w Wielkiej Brytanii założona w 1882 roku przez Johna Jamesa Fenwicka w Newcastle upon Tyne. Sieć sklepów składa się z jedenastu oddziałów sprzedająca odzież, kosmetyki, tekstylia, artykuły gospodarstwa domowego, wyroby papiernicze.
Pierwszy sklep został otwarty w 1882 w Newcastle upon Tyne.
Obecnie działa jedenaście sklepów Fenwick na terenie Anglii otwartych w różnych latach.

## Sklepy Fenwick
- Newcastle upon Tyne - otwarcie 1882
- Londyn (3 sklepy)- otwarcie 1885, 1890, 1891
- Leicester - otwarcie 1976
- Windsor - otwarcie 1984
- York - otwarcie 1986
- Canterbury- otwarcie - 1992
- Royal Tunbridge Wells - 2001
- Bracknell - otwarcie 2003
- Colchester - otwarcie 2008